# NORA
I NORA sono un gruppo hardcore punk di Highland Park (New Jersey). Il nome deriva da Nora Diniro, un personaggio del film Pump Up the Volume, anche se viene scritto maiuscolo.
Formatasi nel 1996, hanno debuttato per la Ferret Music per poi passare alla Trustkill Records nel 1999. Hanno lavorato anche per la Good Life Recordings.
Il cantante Carl Severson è proprietario dell'etichetta indipendente Ferret Music.
Carl Severson e Mike Olender sono stati compagni di scuola di Josh Grabelle, proprietario e presidente della Trustkill.

## Componenti
- Carl Severson - voce
- Matt "Portland" Hay - chitarra
- Steve Jeff - chitarra
- Mike Olender - basso
- Chris Ross - batteria

## Discografia
- Split EP con The Dillinger Escape Plan (1998)
- Kill You for a Dollar EP (1999)
- The NeverendingYouline EP (1999)
- Loser's Intuition (2001)
- Dreamers and Deadmen (2003)
- Save Yourself (2007)